# Karabin FG42
Fallschirmjägergewehr 42 (FG42) – niemiecki karabin automatyczny produkowany w czasie II wojny światowej dla oddziałów powietrznodesantowych Fallschirmjäger.

## Historia konstrukcji

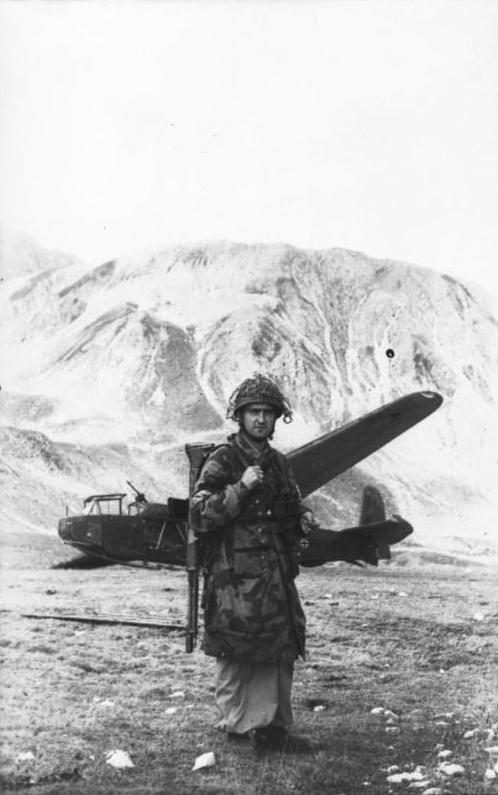
FG 42 był używany przez spadochroniarzy z Fallschirmjäger Lehrbattalion (Batalion Instruktażowy Spadochroniarzy) do wypróbowania nowego sprzętu podczas nalotu mającego na celu uwolnienie Benito Mussoliniego we wrześniu 1943 r.

W początkowym okresie II wojny światowej niemieccy spadochroniarze uzbrojeni byli podobnie do innych formacji armii niemieckiej. Podstawowe indywidualne uzbrojenie stanowiły karabinki powtarzalne Mauser Kar98k, uzupełniane przez pistolety maszynowe MP 38 i MP 40. Broń zespołową stanowiły uniwersalne karabiny maszynowe MG 34.
Podstawową wadą użytkowanej broni (poza pistoletami maszynowymi) był brak możliwości wykonania z nią skoku na spadochronie. Żołnierze wyposażeni w karabinki i obsługi karabinów maszynowych zmuszeni byli skakać uzbrojeni tylko w pistolet, cztery Stielhandgranate 24 i nóż bojowy. Ich podstawowa broń była natomiast zrzucana w osobnych zasobnikach. Po desantowaniu spadochroniarze musieli odszukać zasobniki, pobrać uzbrojenie i dopiero wtedy mogli rozpocząć walkę.
Ten sposób desantowania był skuteczny jedynie w początkowym okresie wojny, głównie dzięki elementowi zaskoczenia. Desant na Kretę 20 maja 1941 pokazał, że zrzucanie niemal nieuzbrojonych żołnierzy jest nierozważne. Szczególnie tragiczny los spotkał żołnierzy 3 batalionu 3 Pułku Strzelców Spadochronowych zrzuconych pomiędzy stanowiskami należącej do 5 Brygady Nowozelandzkiej kompanii karabinów maszynowych a 28 batalionem piechoty tej dywizji. Odległość pomiędzy zrzutowiskiem a stanowiskami Nowozelandczyków wynosiła niecałe trzysta metrów. Nie mogąc dotrzeć do zasobników z bronią, Niemcy zostali właściwie rozstrzelani przez obsługi karabinów maszynowych. Podobnie wyglądała sytuacja innych jednostek. Wnioski były jednoznaczne, należało opracować broń, która będzie miała osiągi porównywalne do karabinków, ale której gabaryty umożliwią zrzut razem z żołnierzem.
Po raz pierwszy spadochroniarze zgłosili zapotrzebowanie na nową broń w lecie 1941 roku. Wystosowano zapytanie do GL/C Erprobungsstelle-6 (komórka Luftwaffe zajmująca się rozwojem broni pokładowej) o możliwość skonstruowania karabinu o długości nie większej niż jeden metr, mogącego strzelać seriami, zasilanego amunicją karabinową, o celności nie mniejszej niż Kar98k. Dodatkowo wymagano możliwości miotania granatów nasadkowych i budowy na tyle solidnej, aby nowy karabin mógł służyć do walki wręcz. Ponieważ GL/C E-6 nie zajmowało się bronią strzelecką, spadochroniarzy skierowano do Heereswaffenamtu (niem. Urząd Uzbrojenia Wojsk Lądowych). Odpowiedź specjalistów z Heereswaffenamt była jednoznaczna. Stwierdzono, że skonstruowanie takiej broni jest niemożliwe i zaproponowano w zamian karabin samopowtarzalny Gew41(W) (była to jednak broń cięższa niż Kar98k, zdolna do prowadzenia wyłącznie ognia pojedynczego, oraz bardzo awaryjna). Innym rozwiązaniem było czekanie na ukończenie prac nad karabinkiem automatycznym MKb 42 zasilanym amunicją pośrednią, który w 1940 r. przechodził już testy poligonowe, ale nadal nie został jeszcze wdrożony do produkcji seryjnej.
W tej sytuacji ogłoszono konkurs na nowy karabin automatyczny. Sformułowane założenia taktyczno-techniczne karabinu oznaczonego jako LC-6 były zgodne z propozycjami spadochroniarzy, dodatkowo zażądano zasilania z magazynków wymiennych, masywnej lufy umożliwiającej prowadzenie intensywnego ognia. Nietypowym elementem specyfikacji było żądanie aby karabin strzelał ogniem pojedynczym z zamka zamkniętego, a ogniem ciągłym z zamka otwartego.
Założenia taktyczno-techniczne wysłano do firm Gustloff, Mauser, Grossfuss, Haenel, Rheinmetal i Krieghoff. Odpowiedziały trzy firmy: Mauser z wersją MG 81 (odrzucony z powodu dużej masy i zasilania taśmowego), Krieghoff i Rheinmetall. Ponieważ model Krieghoffa został szybko odrzucony, na placu boju pozostał tylko Rheinmetall z karabinem automatycznym skonstruowanym przez Louisa Stangego.
Karabin Stangego swoim układem przypominał ręczny karabin maszynowy Johnson M1941. Zamek i suwadło były wzorowane na lekkim karabinie maszynowym Lewis, a resztę mechanizmów oparto na wcześniejszych konstrukcjach Stangego. Jednocześnie z wersją na nabój 7,92 × 57 mm Mauser opracowano wersję karabinu zasilaną amunicją pośrednią 7,92 × 33 Kurz (Stange słusznie uważał, że nabój karabinowy będzie za silny dla tak lekkiej broni), ale została ona odrzucona, prawdopodobnie na polecenie Hermanna Göringa (spadochroniarze byli częścią dowodzonej przez niego Luftwaffe). Także strzelający nabojem karabinowym model LC-6 uznano za wymagający poprawek. Dlatego w kwietniu 1942 pojawił się gruntownie przekonstruowany LC-6/II, który spotkał się z akceptacją decydentów. Po zakończeniu badań broń zaprezentowano ekspertom Heereswaffenamtu (prawdopodobnie w nadziei, że po zdobyciu aprobaty wojsk lądowych łatwiejsze będzie uruchomienie produkcji seryjnej).
Oficerowie HWA, którym zaprezentowano broń niemożliwą do skonstruowania według ich ekspertyz z 1941, postanowili poddać ją wszystkim próbom, jakim poddawano modele wprowadzane do uzbrojenia. Karabin będący prototypem nie wytrzymał testów i uległ zniszczeniu. Stangemu dostarczono więc szczątki karabinu i sprawozdanie, które opisywało jego broń jako zupełnie nieudaną.
Stange nie poddał się i w niecały miesiąc po próbach w HWA powstała wersja LC-6/III. Do końca 1942 wyprodukowano 50 egzemplarzy serii próbnej. Jednak HWA nadal nie zaakceptowało karabinu, a co gorsza, opinię HWA podzielał Adolf Hitler. Los karabinu wydawał się przypieczętowany, jednakże Göringowi udało się przekonać Hitlera aby poparł projekt. Ten nagle stał się entuzjastą nowego karabinu i polecił zamówić 100 000 nowych karabinów nazwanych Fallschirmjägergewehr 42. Ta decyzja przeraziła zarówno Stangego (karabin nadal wymagał dopracowania), jak i HWA (zaangażowany w będący na ukończeniu program MKb 42).
Pierwsza partia FG42 (oznaczanych w literaturze jako FG42 Model 1 lub FG42/1) (50 sztuk) powstała na początku 1943 roku. Sześć z nich zostało wysłanych do GL/C E-6 na badania. Wyniki testów kolejny raz okazały się niepomyślne. Karabiny okazały się zawodne i nietrwałe (jeden egzemplarz uległ zniszczeniu po wystrzeleniu zaledwie 2100 nabojów). W czasie prób miotania granatów nasadkowych jeden ze strzelców został raniony w twarz magazynkiem a metalowa kolba deformowała się po kilku strzałach granatami. Z drugiej strony FG42 był poręczny i miał niewielką masę, na czym szczególnie zależało spadochroniarzom.
W wyniku testów dokonano kolejnych zmian w konstrukcji karabinu (ta wersja jest oznaczana jako FG42 Model 2 lub FG42/2) i rozpoczęto produkcję w zakładach Krieghoffa (właścicielem tych zakładów był Göring). Po raz pierwszy FG42 został użyty bojowo w czasie akcji odbicia Benito Mussoliniego 12 września 1943 roku.
W 1943 roku karabin został ponownie przeprojektowany. Komora zamkowa FG42/2 była wykonana z deficytowej stali chromoniklowej. Nowy model miał mieć komorę zamkową ze stali węglowej (początkowo planowano użycie stali chromowo-manganowej, ale ta również była materiałem deficytowym). Zmiana materiału komory zamkowej spowodowała znaczne zwiększenie masy karabinu (spadochroniarze zrezygnowali z limitu masy równego 4,15 kg), przy okazji zwiększono masę zamka (zmniejszyła się szybkostrzelność teoretyczna). Zmieniono także konstrukcję większości pozostałych mechanizmów (zmiany okazały się na tyle duże, że nawet magazynki karabinu stały się niewymienne z wcześniejszymi wersjami).
Ciągłe kłopoty z FG42 spowodowały, że w styczniu 1944 HWA zaproponowało dowództwu spadochroniarzy zakończenie programu FG42, w zamian za pierwszeństwo w dostawach karabinków automatycznych StG44 (będących finalnym efektem programu MKb 42). Spadochroniarze byli gotowi przyjąć propozycję, co jednak nie spotkało się z akceptacją Göringa, dla którego wprowadzenie FG42 do uzbrojenia stało się sprawą prestiżową.
Na początku 1944 roku FG42/1 ponownie został poddany testom w HWA. Ocena była miażdżąca. Skrytykowano niską trwałość, użycie deficytowych materiałów, nadmierną szybkostrzelność, dokuczliwy, głośny huk wystrzałów i nadmierny płomień wylotowy. Dodatkowo za niedopuszczalne uznano stosowanie specjalnych narzędzi do demontażu bloku gazowego (co było konieczne przy czyszczeniu tego elementu).
W czerwcu 1944 spadochroniarze przeprowadzili próby porównawcze kilku typów pistoletów maszynowych, karabinów i karabinów maszynowych. Między badanymi konstrukcjami znalazł się między innymi StG44 i nowy FG42 n/A (z komorą zamkową ze stali węglowej, czasem oznaczany też jako FG42 Model 3 lub FG42/3). Próby prowadzono w sposób mający udowodnić wyższość FG42, a ich wynik stał się podstawą do uruchomienia jego produkcji w zakładach Krieghoffa. Jednak produkcja rozpoczęła się dopiero w listopadzie 1944 roku a jej tempo było niskie. Dlatego w 1945 roku produkcję FG42 planowano rozpocząć w zakładach w Turyngii: L. O. Dietrich w Altenburg (wyprodukowano tam około 500 sztuk FG42 n/A) i Wagner & Co. w Mühlhausen/Thüringen (prawdopodobnie nie zdążono uruchomić tam produkcji). Łącznie wyprodukowano około 7 000 sztuk karabinów FG42 wszystkich wersji. 
Po wojnie niektóre z rozwiązań zastosowanych w FG42 zostały zaadaptowane w amerykańskim karabinie maszynowym M60.

## Wersje

### LC-6
Pierwszy model prototypowy. Komora zamkowa w formie wytłoczki z blach stalowych ze wstawkami ze stali stopowej. Charakterystyczna zegarowa sprężyna powrotna. Karabin całkowicie metalowy (nawet kolba, łoże i chwyt z blaszanych wytłoczek). Dwójnóg zamontowany na zakończeniu lufy. Zbudowano modele kalibru 7,92 × 57 mm Mauser i 7,92 × 33 Kurz.

### LC-6/II
Drugi prototyp. Zmieniony celownik. Dwójnóg przeniesiono na blok gazowy. Nowy kształt metalowej kolby i nowe, wykonane z tworzywa sztucznego łoże.

### LC-6/III
Trzeci prototyp. Komora zamkowa frezowana ze stali chromoniklowej. Celownik jak w LC-6. Bardzo silnie pochylono do tyłu chwyt pistoletowy (według niektórych źródeł miało to umożliwić strzelanie w dół w czasie opadania na spadochronie, byłaby to koncepcja nonsensowna, ale w III Rzeszy decyzję często podejmowali dyletanci). Nowy, skonstruowany specjalnie dla tego karabinu garłacz do miotania granatów nasadkowych.

### FG42 (model 1)
Pierwsza wersja seryjna (50 sztuk). W zasadzie odpowiada prototypowi LC-6/III.

### FG42 (model 2)
Druga wersja seryjna (około 2 000 sztuk). Zewnętrznie odróżnia się nową kolbą metalową posiadającą przetłoczenia zwiększające sztywność. Komora spustowa została wzmocniona. Kabłąk spustu jest ukształtowany z paska blachy przymocowanego do komory spustowej. Zastosowano nową sprężynę bijnika. Zmniejszono opór spustu.

### FG42 n/A

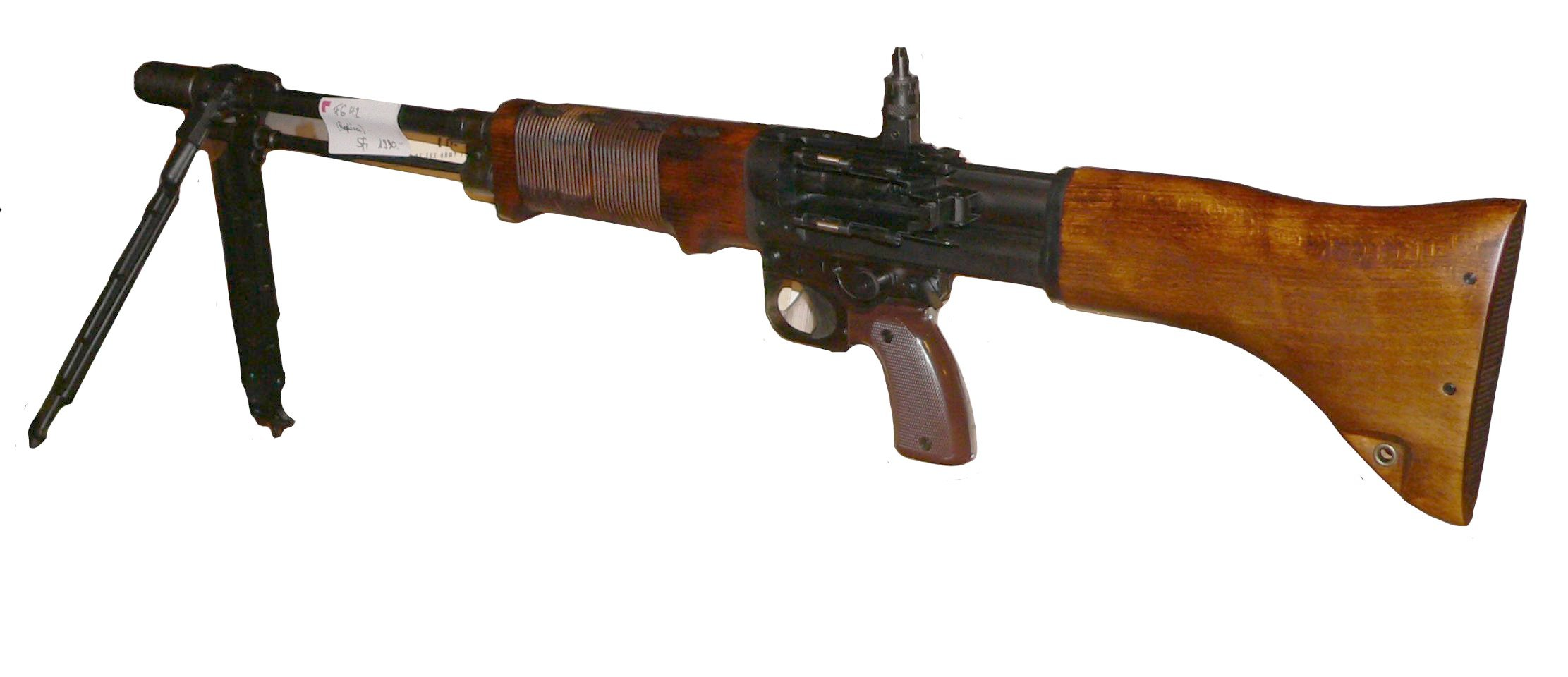
FG42n/A

Trzecia wersja seryjna (około 5 000 sztuk). Komora zamkowa w formie wytłoczki z blach stalowych ze wstawkami ze stali węglowej. Kolba drewniana. Chwyt pistoletowy zgięty w dół pod kątem 90 stopni, wyposażony w plastikowe okładki. Nad oknem wyrzutowym zamocowano odbijacz łusek (były odbijane do przodu). Zmieniono konstrukcję gniazda magazynka. Nowy cięższy zamek.

## Opis konstrukcji
Karabin FG42 n/A był bronią samoczynno-samopowtarzalną. Automatyka broni działała na zasadzie odprowadzania gazów prochowych, zamek ryglowany przez obrót. Broń strzelała z zamka zamkniętego (ogień pojedynczy) lub otwartego (serie). Mechanizm spustowy z możliwością strzelania ogniem pojedynczym lub seriami. Oddzielna dźwignia bezpiecznika. Zasilanie z pudełkowych magazynków o pojemności 10 lub 20 naboi, dołączanych poziomo do gniazda po lewej stronie broni. Składane przyrządy celownicze: muszka w osłonie i regulowany celownik przeziernika Lymana. Kolba drewniana, stała.